# فهرست شرکت‌های آی تی و الکترونیکی تحریم‌کننده ایران در پساتحریم
این فهرست مرتبط با شرکت‌های آی تی و همچنین انواع پرداخت‌های الکترونیکی که در دوران پسا تحریم ایرانیان را مورد ترحیم قرار داده‌اند، می‌باشد. در فهرست زیر شرکت‌هایی وجود دارد که در دوران موسوم به پساتحریم همچنان ایرانیان را مورد تحریم خود دارند:
- مسترکارت
- ویزا کارت
- پی‌پل
- شرکت اوراکل
- ژونیپر نتورکس
- سیسکو سیستمز
- سی‌پنل